# Panama City Beach
Panama City Beach ist eine Stadt im Bay County im US-Bundesstaat Florida. Das U.S. Census Bureau hat bei der Volkszählung 2020 eine Einwohnerzahl von 18.094 ermittelt.

## Geographie
Panama City Beach liegt am Golf von Mexiko, rund 5 km westlich von Panama City sowie etwa 160 km westlich von Tallahassee.

## Demographische Daten
Laut der Volkszählung 2010 verteilten sich die damaligen 12.018 Einwohner auf 17.141 Haushalte, davon die meisten als Zweitwohnsitz genutzte Ferienwohnungen. Die Bevölkerungsdichte lag bei 252,5 Einw./km². 89,5 % der Bevölkerung bezeichneten sich als Weiße, 2,3 % als Afroamerikaner, 0,6 % als Indianer und 2,7 % als Asian Americans. 1,8 % gaben die Angehörigkeit zu einer anderen Ethnie und 3,1 % zu mehreren Ethnien an. 5,8 % der Bevölkerung bestand aus Hispanics oder Latinos.
Im Jahr 2010 lebten in 24,0 % aller Haushalte Kinder unter 18 Jahren sowie 25,4 % aller Haushalte Personen mit mindestens 65 Jahren. 56,6 % der Haushalte waren Familienhaushalte (bestehend aus verheirateten Paaren mit oder ohne Nachkommen bzw. einem Elternteil mit Nachkomme). Die durchschnittliche Größe eines Haushalts lag bei 2,22 Personen und die durchschnittliche Familiengröße bei 2,76 Personen.
19,4 % der Bevölkerung waren jünger als 20 Jahre, 28,5 % waren 20 bis 39 Jahre alt, 28,9 % waren 40 bis 59 Jahre alt und 22,3 % waren mindestens 60 Jahre alt. Das mittlere Alter betrug 41 Jahre. 49,9 % der Bevölkerung waren männlich und 50,1 % weiblich.
Das durchschnittliche Jahreseinkommen lag bei 50.047 $, dabei lebten 10,8 % der Bevölkerung unter der Armutsgrenze.
Im Jahr 2000 war Englisch die Muttersprache von 96,48 % der Bevölkerung, spanisch sprachen 2,56 % und 0,96 % hatten eine andere Muttersprache.

## Sehenswürdigkeiten
Das Camp Helen Historic District und das Latimer Cabin sind im National Register of Historic Places gelistet.

## Verkehr
Panama City Beach wird vom U.S. Highway 98 (SR 30A) sowie den Florida State Roads 30 und 79 durchquert. Der Northwest Florida Beaches International Airport liegt rund 30 km nördlich der Stadt.